# Crash Bandicoot 4: It's About Time
Crash Bandicoot 4: It's About Time es un videojuego de plataformas desarrollado por Toys for Bob y publicado por Activision en 2020. Se lanzó originalmente para PlayStation 4 y Xbox One, con lanzamientos para Nintendo Switch, PlayStation 5, Xbox Series X|S y Windows en 2021. La octava entrega principal de la serie Crash Bandicoot, la historia del juego sigue a Crash Bandicoot y su hermana Coco mientras recuperan las todopoderosas Máscaras Cuánticas en un intento por evitar que el Doctor Neo Cortex y el Doctor Nefarious Tropy se apoderen del multiverso. Son ayudados indirectamente por su antiguo enemigo Dingodile y una contraparte aventurera de dimensión alternativa de la antigua novia de Crash, Tawna.
El juego conserva la jugabilidad de plataformas central de la serie y agrega nuevos elementos mediante el uso de Máscaras Cuánticas, que pueden alterar niveles y proporcionar medios para atravesar o superar obstáculos. También incluye modos de juego adicionales para volver a jugar niveles y la capacidad de controlar cinco personajes, tres de los cuales (Cortex, Dingodile y Tawna) tienen su propia jugabilidad y niveles únicos. El equipo de desarrollo pretendía que el juego fuera una continuación directa de la trilogía original tanto en narrativa como en jugabilidad, y creó las Máscaras Cuánticas y personajes jugables adicionales después de estudiar la mecánica de la serie y determinar nuevos elementos para agregar a la jugabilidad.
El juego tuvo una recepción crítica positiva, elogiando la preservación y el refinamiento de la fórmula clásica de la serie, así como la implementación de la nueva mecánica de juego. También se elogiaron los controles, la cantidad de contenido y el valor de repetición, las imágenes, la música, la actuación de voz y la historia. La física, el diseño de niveles y la dificultad provocaron reacciones encontradas, y las secciones de pulido de rieles fueron criticadas. Comercialmente, el juego tuvo las ganancias más altas en el primer mes para un título contemporáneo de Crash Bandicoot, encabezó las listas de ventas en algunos territorios y fue nominado a cuatro premios.

## Jugabilidad
Crash Bandicoot 4: It's About Time es un videojuego de plataformas en el que el jugador controla principalmente al personaje principal Crash o su hermana Coco, quienes tienen la tarea de salvar el multiverso de la dominación de los Doctores Neo Cortex y Nefarious Tropy. Los niveles del juego se desarrollan y progresan a lo largo de un mapa lineal que se divide en diez «Dimensiones», cada una con su propia temática. Desde este mapa, el jugador puede cambiar entre controlar Crash o Coco en cualquier momento. El juego se puede jugar en dos estilos diferentes, que se pueden seleccionar antes del inicio de un nuevo juego y se pueden cambiar en cualquier momento en el menú de opciones. El estilo de juego predeterminado es «Moderno», en el que el jugador siempre regresará al último punto de control cuando el personaje del jugador muera. En el otro estilo de juego, «Retro», el jugador recibe un número limitado de vidas (representadas por una cabeza flotante del personaje actualmente en juego), de las cuales se pueden recolectar más dentro de los niveles. Si se pierde la última vida del jugador, el nivel se reiniciará desde el principio. Ni la dificultad del juego ni el progreso de las recompensas se ven afectados por los diferentes estilos de juego.
El juego se desarrolla desde una perspectiva en tercera persona, con algunas secciones en las que el personaje del jugador corre hacia la cámara o se mueve en desplazamiento lateral. Las maniobras básicas de Crash y Coco incluyen saltos y saltos dobles, un ataque giratorio, gatear, deslizarse y golpearse contra el suelo. También pueden moverse, colgarse y saltar sobre rieles, así como correr a lo largo de las paredes designadas. Esparcidas por los niveles hay una amplia variedad de cajas que cumplen diferentes funciones. Las cajas generalmente contienen fruta Wumpa, que otorga una vida extra si se recolectan 100 en el estilo de juego retro. Otras cajas contienen una máscara de Aku Aku, que protege al personaje del jugador del contacto con un solo enemigo o peligro. Recolectar tres máscaras de Aku Aku consecutivas le otorgará al personaje del jugador invencibilidad temporal frente a todos los peligros, excepto caer en pozos sin fondo. Si bien es invencible, el personaje del jugador puede matar enemigos automáticamente y romper cajas dentro de un radio determinado. Dentro de cada nivel hay un área de «Bonificación» a la que se accede a través de una plataforma que tiene un signo de interrogación amarillo. Cada área de bonificación consta de una breve secuencia de rompecabezas de desplazamiento lateral en la que el jugador debe romper todas las cajas dentro del área. Morir en un área de bonificación no agotará una vida en el estilo de juego retro y hace que el personaje del jugador reaparezca junto a la plataforma de bonificación dentro del nivel.
Una característica nueva de la serie son las Máscaras Cuánticas, cuatro máscaras mágicas que se encuentran repartidas por todo el juego y otorgan a Crash y Coco poderes especiales para atravesar obstáculos durante segmentos particulares. A diferencia de Aku Aku, las Máscaras Cuánticas no se encuentran en cajas, sino que se materializan en áreas donde se pueden usar sus poderes y se transforman en un traje usado por Crash y Coco. Lani-Loli puede hacer que los objetos entren y salgan de la tangibilidad; Akano le otorga al personaje del jugador un violento «giro de materia oscura» que le permite deslizarse por el aire y desviar proyectiles; Kupuna-Wa puede retardar el paso del tiempo; e Ika-Ika puede revertir la gravedad. Además de Crash y Coco, otros tres personajes son controlados durante ciertos niveles: Cortex, Dingodile y una versión del antiguo interés amoroso de Crash, Tawna, de otra dimensión. Cada personaje presenta sus propios conjuntos de movimientos únicos: Cortex usa una pistola de rayos que puede transformar a los enemigos en plataformas sólidas o saltarinas, además de poder realizar una carrera hacia adelante. Dingodile usa una pistola de vacío que puede aspirar y disparar enemigos y objetos, además de atraer objetos coleccionables lejanos. Tawna, aunque mantiene algunos movimientos utilizados por Crash y Coco, puede saltar de las paredes y usar un gancho de agarre para golpear objetos desde largas distancias.
Cada nivel incluye un total de doce Gemas, que se pueden obtener cumpliendo objetivos como recolectar una cierta cantidad de Fruta Wumpa, romper todas las cajas del nivel, completar el nivel sin morir más de tres veces y encontrar la Gema en un área oculta. . Obtener una cierta cantidad de gemas en un nivel desbloquea un aspecto cosmético para Crash o Coco, para cada uno se puede desbloquear un total de 30 aspectos. Recolectar todas las gemas de un nivel sin perder una vida le otorga al jugador una Reliquia N. Sanely Perfect, un logro que se requiere para completar el juego. Ocultas en el juego hay cuatro gemas de colores que desbloquean áreas de bonificación especiales.
Aparte de los niveles principales, todas las demás dimensiones incluyen un nivel de jefe dedicado. Completar cualquier nivel determinado desbloqueará un «Contrarreloj», en la que el jugador debe completar el nivel lo más rápido posible. Las contrarreloj se activan al recolectar un ícono de cronómetro al comienzo del nivel. Mientras una Contrarreloj está activa, todos los puntos de control se eliminan, lo que requiere que el jugador comience de nuevo el nivel si el personaje del jugador muere. Los Contrarrelojes cuentan con grabaciones «fantasmas» realizadas por los desarrolladores que permiten comentarios en tiempo real sobre si la carrera del jugador califica para una Reliquia Zafiro, Dorada o Platino. Completar el nivel del jefe «Trouble Brewing» desbloquea un modo «N.Verted» para cada nivel, en el que la ruta del nivel se invierte, se aplica un efecto visual diferente dependiendo de la Dimensión del nivel y la fruta Wumpa se renombra como «Bayas de Bumpa». Solo se puede acceder a seis de las doce gemas de un nivel en el modo N.Verted. Algunos niveles contienen «Cintas de flashback», que deben recolectarse sin morir; Si el personaje del jugador muere antes de recolectar una cinta Flashback, desaparecerá a menos que el jugador reinicie el nivel desde el principio. Recolectar una cinta Flashback desbloquea un «Nivel Flashback», un nivel de desplazamiento lateral que tiene lugar antes y durante el primer juego.
El juego presenta modos multijugador cooperativo local y competitivo. En Bandicoot Battle, los jugadores compiten contra otros jugadores en contrarreloj. Tiene dos modos distintos: Checkpoint Race, en el que el jugador debe llegar a un punto de control y completar un nivel lo más rápido que pueda, y Crate Combo, que obliga a los jugadores a romper tantas cajas como sea posible mientras están cronometrados. El modo multijugador cooperativo se llama «Pass N. Play», en el que los jugadores se turnan para completar la campaña del juego. Todos los modos multijugador pueden acomodar hasta cuatro jugadores.

## Trama
Tras su derrota a manos de Crash, Uka Uka intenta liberarse a sí mismo y a los Doctores Neo Cortex y Nefarious Tropy de su prisión en el pasado. Su último esfuerzo abre un agujero en el tejido del espacio y el tiempo y le provoca desmayo. Cortex y N. Tropy escapan rápidamente, abandonando a Uka Uka. Descubren que la grieta conecta su universo con el resto del multiverso y deciden utilizarla para conquistar todas las dimensiones. Para asegurar el éxito, la pareja crea el Generador de Rift, un generador capaz de abrir otras fisuras del espacio-tiempo, y recluta la ayuda de los Doctores N. Gin y Nitrus Brio para proporcionar un ejército en previsión de la interferencia de sus enemigos. Aku Aku, el hermano gemelo de Uka Uka, siente un gran poder que emana del pico central de N. Sanity Island e insta a Crash a investigar. La exploración de Crash lo lleva a Lani-Loli, a quien Aku Aku reconoce como una de las Máscaras Cuánticas: cuatro antiguas máscaras de brujos que tienen un gran poder sobre el espacio y el tiempo, y que solo aparecerían si algo hubiera abierto el multiverso. A instancias de Lani-Loli, Crash y su hermana Coco lo siguen a través de una grieta mientras él les explica que necesitan encontrar las otras tres Máscaras Cuánticas en el multiverso para sellar las grietas.
Durante su aventura, Crash y Coco conocen una versión alternativa de Tawna, la antigua novia de Crash. Aunque están emocionados de verse, Tawna se niega a explicar qué les pasó a Crash y Coco en su propia dimensión e insiste en trabajar sola. Al mismo tiempo, el viejo enemigo de Crash y Coco, Dingodile, quien recientemente se retiró de la villanía para administrar un restaurante, es absorbido por una grieta después de vengarse de un grupo de murciélagos rivales que detonan su negocio, y atraviesa dimensiones en su buscar hogar. Crash y Coco encuentran las Máscaras Cuánticas Akano y Kupuna-Wa y derrotan a N. Gin y N. Brio. Cuando derrotan a Cortex, N. Tropy lo traiciona y revela que él y su nueva compañera (que luego se reveló como una versión femenina de sí mismo de la dimensión de Tawna) planean usar el poder del Generador Rift para restablecer la línea de tiempo en todas las dimensiones para que puedan gobernar toda la existencia como dioses. Cortex, indignado, acepta formar equipo con los Bandicoots, y los tres rescatan al último Máscara Cuántica Ika-Ika. El trío se encuentra con Dingodile y Tawna en una estación espacial, pero Tawna captura a Crash y Coco y los deja atados mientras ella misma se enfrenta a los Tropies en el Generador Rift. Después de que Dingodile y Cortex liberan a Crash y Coco, se encuentran con Tawna luchando contra la mujer Tropy, quien burlonamente revela que ella misma mató a Crash y Coco en la dimensión de Tawna. Después de que los Tropies son derrotados, las Máscaras Cuánticas destruyen el Generador de Rift, sellando todas las interrupciones del espacio-tiempo.
Sin embargo, tras un viaje de celebración a una ciudad futurista, Cortex traiciona al grupo y secuestra a Kupuna-Wa. Utiliza sus poderes para viajar en el tiempo hasta 1996, el año de su intento original de dominar el mundo, en un intento de evitar la creación de Crash. Al final, no logra convencer a su yo pasado de que abandone el experimento ni mata al presente Crash, Coco y Aku Aku, quienes lo siguieron desde el futuro. Mientras las Máscaras Cuánticas lo destierran a un rincón remoto del universo, el Cortex pasado continúa con el experimento, preparándose para lavarle el cerebro al Choque pasado con el Cortex Vortex; El Crash actual destruye accidentalmente la fuente de energía del Vortex, provocando que funcione mal y rechace su yo pasado, asegurando así su propia creación. Dingodile reconstruye y reabre su restaurante, Cortex se relaja en la playa y disfruta de la paz y la tranquilidad, y Crash, Coco, Tawna, Aku Aku y Quantum Masks juegan videojuegos en su casa en N. Sanity Island. Tras un epílogo narrado por Crash que detalla el destino y el paradero de los personajes del juego, la relajación de Cortex se ve interrumpida por la repentina aparición de Uka Uka.

## Desarrollo
Crash Bandicoot 4: It's About Time fue desarrollado por Toys for Bob, quien previamente había desarrollado Spyro Reignited Trilogy y portaron Crash Bandicoot N. Sane Trilogy a Nintendo Switch. Alrededor de la época del desarrollo de Spyro Reignited Trilogy, Toys for Bob comenzó a conversar con Activision sobre un posible nuevo título de Crash Bandicoot para 2020. Inicialmente, Toys for Bob describió internamente el proyecto como un reinicio, pero como sintieron que la descripción era prematura, el equipo buscó determinar su objetivo final para la franquicia.: 2:44  Examinaron una gran cantidad de juegos que se encontraban dentro del espectro de reinicios y secuelas para evaluar los beneficios y riesgos de cada enfoque.: 3:46  Después de perfilar a los jugadores de las remasterizaciones recientes de Crash Bandicoot (que eran principalmente fanáticos de la trilogía original entre los 20 y los 40 años) y estudiar el desempeño crítico y comercial de los títulos de series anteriores,: 5:43, 6:16  el equipo concluyó que su proyecto sería una secuela de la trilogía original dirigida principalmente a sus fanáticos.: 6:41   Para solidificar esta afirmación, el juego se tituló Crash Bandicoot 4 para establecerlo firmemente como una continuación directa de la trilogía original tanto en su narrativa como en su estilo de juego,: 7:00  que Kris Holt de Engadget lo interpretó como una retcon de las secuelas anteriores que fueron recibidas menos favorablemente.
Mientras Toys for Bob establecía las bases técnicas del juego mediante la creación de prototipos y el arte conceptual, se basaron en su declaración de misión para influir en lo que sería y lo que no sería su juego. El estado de secuela del juego resultó en el regreso de los principales antagonistas Neo Cortex y N. Tropy, así como la continuación del tema del viaje en el tiempo. Su declaración también descartó el mundo abierto y los elementos beat 'em up incluidos en las secuelas anteriores, así como las microtransacciones y la «narrativa de Uncharted».: 7:00  El director creativo Dan Neil recopiló los puntos derivados de estas discusiones y los comprimió en tres declaraciones básicas sobre el tono, la jugabilidad y la configuración del juego, que formularían su núcleo y darían al desarrollo una dirección clara.: 8:48 

### Dirección artística
Toys for Bob decidió al principio de la producción que no querían que Crash Bandicoot 4: It's About Time de ser percibido como una secuela o una extensión DLC de Crash Bandicoot N. Sane Trilogy,: 10:54  y así se propuso definir un nuevo estilo artístico y dirección para diferenciar el juego de las remasterizaciones y establecerlo como una entrega completamente nueva. La experiencia previa del equipo con Spyro Reignited Trilogy les permitió decidirse por una dirección definida por formas claras, gradientes suaves y una calidad fuera de lugar que le dio al remaster una sensación caprichosa y divertida; luego, el equipo tomó esta dirección central y la amplificó para Crash Bandicoot 4 para crear una estética más salvaje y caótica que reflejara mejor el tono irreverente de la serie. La declaración del equipo para el escenario era crear un universo colorido y peligroso sin las limitaciones del hardware de la trilogía original.: 22:46 
Una vez establecida la apariencia de Crash, el equipo de arte comenzó lo que el director de arte Josh Nadelberg llamó «un proceso realmente relajado y liberador» de esbozar varias ideas y escenarios de juego para inspirar al equipo de diseño. Muchas de las configuraciones y características ambientales del juego se crearon antes de que se escribiera la historia o se construyera el diseño del juego; Nadelberg racionalizó que esperar a comprender la historia y el guion antes de realizar cualquier diseño no era una dirección sensata para un juego de plataformas, un género que tradicionalmente no depende de la narración. Algunas de las ideas más pequeñas del equipo artístico evolucionarían hacia escenarios más grandes; por ejemplo, el boceto del artista conceptual principal Ron Kee de Crash rebotando en la batería sirvió como base para la batalla del jefe con temática de heavy metal contra N. Gin. Aunque Kee reconoció que esta fase de ideación abierta fue algo difícil debido a las diversas direcciones tomadas, el equipo pudo crear una estética general que Nadelberg describió como «súper loca y llena de movimiento y energía dondequiera que mires». Al comprender que la ambición original de Naughty Dog para Crash Bandicoot era crear una caricatura viviente similar a Looney Tunes, los animadores de Toys for Bob examinaron el material original y basaron los diseños, modelos y plataformas del juego en sus estudios, impulsando deformaciones y movimientos extremos al estilo Tex Avery.: 13:10 

### Máscaras cuánticas
El equipo de desarrollo reconoció desde el principio que una nueva entrega de la serie necesitaba conservar los elementos que hacían que Crash Bandicoot fuera único entre los juegos de plataformas. Con este fin, jugaron los juegos originales y los compararon con N. Sane Trilogy, estudiaron los canales de la comunidad de Crash Bandicoot e interactuaron con los fanáticos de Toys for Bob. Luego, el equipo analizó la mecánica de los juegos para determinar nuevos elementos que inculcar en la franquicia. Aku Aku, un personaje y mecánico de juego recurrente que otorga a Crash invencibilidad temporal, inspiró la experimentación con una serie de «Máscaras Cuánticas» que otorgarían habilidades adicionales. Después de un período de creación de prototipos que involucró entre 20 y 30 ideas diferentes que se probaron en «salas blancas» virtuales, el equipo se decidió por cuatro máscaras cuánticas basadas en los conceptos de «tiempo lento», «densidad», «desplazamiento de fase» y «cambio de gravedad». La máscara de «densidad», que se convertiría en Akano, originalmente otorgaba el poder de densidad extrema, lo que haría que el personaje del jugador se moviera lentamente, le permitiría caminar a través de explosiones, disminuiría su capacidad de salto y haría que cayera a través de ciertas superficies. Después de una serie de prototipos de acertijos, el equipo consideró que limitar la velocidad del jugador y su capacidad de salto resultaba en una experiencia menos divertida y, por lo tanto, modificó la habilidad de Akano para convertirla en un «giro de materia oscura» que enviaría al personaje a un movimiento perpetuo.
El diseño conceptual de las Máscaras Cuánticas comenzó antes de que se finalizara su mecánica, y el artista Brett Bean extrajo influencias de varias culturas en diferentes períodos de tiempo. El artista Nicholas Kole diseñó las cuatro máscaras cuánticas después de su creación. Kupuna-Wa e Ika-Ika fueron las máscaras más fáciles de diseñar, con Kupuna-Wa basado en símbolos basados en el tiempo, e Ika-Ika con dos mitades que muestran motivos de montañas y océanos; si bien la personalidad de «viejo caballero tempestuoso» de Ika-Ika se estableció rápidamente, su otra personalidad era originalmente más nauseabunda para reflejar las imágenes del agua de su lado. Las cejas fruncidas y la boca fruncida de Akano fueron hechas para invocar flechas que apuntaban a un centro, creando un motivo de agujero negro. Su diseño no se vio afectado por el cambio en la mecánica de «densidad» a «materia oscura», ya que Kole sintió que su ataque giratorio se parecía a un agujero negro. El desarrollo de Lani-Loli fue el más difícil. Durante la etapa de prototipo de su juego, los objetos sólidos y transparentes afectados por su habilidad eran de color rosa y azul. Esto influyó en Kole para formular un concepto de «doble personalidad» que llegó hasta la fase de modelaje. Sin embargo, el concepto ya estaba en uso para Ika-Ika, y la jugabilidad de Lani-Loli se modificó para girar en torno a objetos de un solo color. Kole finalmente creó una personalidad que era «realmente frenética, nerviosa, siempre siente que ha perdido algo». A partir de ahí, basó los diseños de Lani-Loli en motivos de rompecabezas, que luego se simplificaron para que ciertas partes de su rostro (fuera de los ojos y la boca) fueran sólidas o transparentes en un momento dado. La capacidad de las Máscaras Cuánticas para manipular el tiempo y el espacio se determinó como un medio para unir los diversos entornos, temas y escenarios creados por el equipo artístico, y se convirtió en la base de la narrativa del juego.

### Desarrollo de personajes e historia
La declaración establecida para el tono del juego se resumió como «Jackass se encuentra con Looney Tunes», que el director del estudio Toys for Bob, Paul Yan, definió como «lanzarse hacia el peligro [con la] tontería y locura de los Looney Tunes», al tiempo que reconocía esta última fuente como una influencia primordial en la serie.: 9:43  Para solidificar este tono, el equipo de desarrollo estableció como primera tarea actualizar el diseño de Crash para el nuevo juego, lo que provocó una conversación dentro del equipo de arte que intentaba determinar la personalidad de Crash. Finalmente se centraron en lo que Nadelberg describió como «este tipo que siempre está en el lugar equivocado en el momento equivocado» que «se las arregla para salir de todas estas situaciones locas de una manera heroica, pero no es el héroe clásico». Los artistas conceptuales del equipo crearon varios diseños para Crash, y Kole tuvo la tarea de combinar los elementos más adecuados de cada iteración. Kole no encontró útiles las referencias fotográficas a bandicoots reales en el proceso de diseño, ya que sus intentos de incorporarlas resultaron en una desviación del espíritu del personaje; Kole comparó el diseño general de Crash con el intento de un artista de dibujar un bandicoot de memoria un par de años después de haber visto uno. El artista Ryan Jones se tomó la libertad de omitir los labios color carne de Crash en favor de un tratamiento de piel más simple de dos tonos, que se incorporó a su diseño final. La falta de cuello de Crash fue el aspecto más difícil de traducir para los modeladores del equipo de desarrollo; como observó Kole: «Solo tiene hombros y luego una cabeza. En realidad, fue un gran desafío técnico lograrlo correctamente». Mientras tanto, el rediseño de Coco solo requirió ajustes menores, además de actualizar su computadora portátil a una tableta.
El estudio de Toys for Bob sobre la mecánica de la serie inspiró aún más la inclusión de personajes jugables adicionales. El productor creativo Louis Studdert citó esta decisión como el aspecto más difícil del desarrollo inicial del juego debido al importante elenco de personajes de la serie. La selección estuvo determinada en última instancia por quién encajaría mejor en los inquilinos de plataformas principales del juego. Luego, el equipo decidió que los personajes deberían desempeñar roles narrativos particulares, con Cortex y Tawna posicionados respectivamente como villano y «ángel de la guarda». Buscando un comodín para contrastar a ambos personajes, el equipo transformó a Dingodile en una figura caótica y neutral que causa travesuras mientras intenta llegar a casa. Las distintas personalidades de los personajes permitieron al equipo encontrar formas únicas de encajarlos en la trama y la jugabilidad del juego, además de aprovechar la oportunidad para introducir nuevas mecánicas de plataformas.
A Cortex, al igual que a Coco, sólo se le hicieron pequeños ajustes de diseño. Sin embargo, según Kole, sus proporciones más «elegantes» hicieron que sus animaciones resultaran «demasiado atractivas», lo que se mitigó con la creación de una hoja de expresión que ayudó a preservar la caracterización tradicionalmente cómica de Cortex. El equipo experimentó dificultades para determinar la función del cañón de rayos de Cortex. Los primeros experimentos involucraron a Cortex usando la pistola de rayos para convertir personajes enemigos, como convertir un dinosaurio en una cría. El equipo reconoció que esto habría duplicado la cantidad de recursos necesarios para cada nivel en el que apareciera Cortex. Luego simplificaron el concepto para convertir a los personajes enemigos en un objeto aleatorio dentro del juego. El elemento aleatorio se descartó en favor de diferentes plataformas para adaptarse a la naturaleza tradicionalmente determinista de la serie; los dos tipos de plataformas se redujeron de tres para una mayor simplificación.
Se prestó especial atención a la inclusión y el rediseño de Tawna teniendo en cuenta el dominio de los personajes masculinos en la serie. La escritora Mandy Benanav jugó un papel importante en su caracterización, señalando que el aspecto de «dimensión alternativa» de la narrativa brindó la oportunidad de mostrar una versión de Tawna, que era la heroína de su propio universo. El equipo artístico experimentó con varios diseños que pretendían irradiar confianza y fuerza sin dejar de ser reconocibles y encajar con el tono y la estética de la serie. Tawna estaba originalmente armada con un búmeran, que finalmente se transformó en un gancho de agarre cuando el desarrollo del juego de Dingodile hizo que la función del búmeran de recuperar objetos lejanos fuera redundante. El gancho de agarre resultó en un énfasis en el juego basado en la movilidad y fue influenciado por Sekiro: Shadows Die Twice.
El diseño de Dingodile fue un desafío para los artistas debido a la necesidad de encontrar un equilibrio entre los elementos de su anatomía híbrida única. El equipo de desarrollo comparó el motivo vengativo de Dingodile con John Wick y reconoció que su falta de conexión con la narrativa principal del juego otorgaba cierto grado de libertad a los diseñadores de niveles. Para la jugabilidad de Dingodile, la noción general de vacío fue una decisión temprana de los desarrolladores. Los experimentos con la mecánica de vacío incluyeron el uso de cajas de TNT para lanzar a Dingodile hacia atrás, accionar interruptores y operar tirachinas, todos los cuales fueron rechazados debido a su complejidad y efecto en el ritmo del juego.
El papel de Tropy como catalizador de la narrativa de salto de dimensión del juego brindó a los artistas una amplia oportunidad de exploración. Se creó una amplia gama de variaciones de Tropy, incluido un bebé pilotando un traje mecánico. La perspectiva de agregar una villana a la serie llevó al equipo a crear la Tropy femenina, cuyo diseño fue influenciado por los audiolibros de terror victorianos. Para la batalla contra el jefe de N. Brio, Kole creó una serie de formas alternativas en las que Brio se transformaría, incluido un «gusano Slinky» y un pterosaurio. Aunque el equipo finalmente solo usó la forma característica de «bruto descomunal» de Brio por simplicidad, la respuesta positiva del equipo al diseño del pterosaurio llevó a su inclusión en la escena de final de nivel. Se pretendía que el antagonista recurrente Ripper Roo apareciera como un jefe al final del nivel «Run It Bayou», pero no aparece en el juego final. Aunque Nitros Oxide, el antagonista de Crash Team Racing, fue rechazado como posible personaje jugable debido a su asociación con el juego basado en carreras, Aparece en el grupo de niveles «Bermugula's Orbit», en el que su nave espacial es secuestrada por los dos Tropies. Su inclusión llevó al equipo de arte a diseñar varios miembros de su especie, que aparecen como personajes enemigos.
Si bien reconoció el atractivo universal del humor físico, Toys for Bob buscó garantizar que el juego se dirigiera específicamente a su público objetivo adulto. Con este fin, incluyeron insinuaciones sugerentes en algunos de los nombres de aspectos y títulos de niveles (por ejemplo, «Big Horn Energy» y «Booty Calls»),: 13:51  así como escenarios más atrevidos como el narcisismo de N. Tropy que culmina en una relación incestuosa con su yo femenino.: 14:21  Esta dirección influyó en el guion consciente de sí mismo, en el que en una escena se alude con humor a la continuidad alterada de la serie.: 14:38 

### Desarrollo de la jugabilidad
La declaración de Toys for Bob sobre la jugabilidad fue «ejecución tensa y precisa».: 15:02  Mientras se aseguraba de que las maniobras características de Crash de saltar, girar, deslizarse y golpear el cuerpo se sintieran satisfactorias y familiares,: 15:19  buscaron superar la dificultad de la trilogía original integrando una curva más suave. El equipo de desarrollo pretendía que Crash Bandicoot 4: It's About Time fuera «el juego de Crash más grande de todos los tiempos», lo que influyó en el alcance y la duración de los niveles, así como en la cantidad de funciones adicionales. El juego, es desarrollado con Unreal Engine 4, se construyó desde cero en lugar de reutilizar activos de Crash Bandicoot N. Sane Trilogy. Sin embargo, la aportación de Toys for Bob al desarrollo de N. Sane Trilogy, así como Crash Team Racing Nitro-Fueled, permitió al equipo analizar los elementos fundamentales de la franquicia y emular la jugabilidad y la cámara de los juegos originales. El equipo utilizó Crash Bandicoot 2: Cortex Strikes Back como marco de referencia principal para encontrar un equilibrio entre las nuevas características y preservar la experiencia de plataformas central de la serie.
Mientras creaba ciertos niveles, el equipo de diseño experimentó dificultades para medir los saltos debido a las perspectivas cambiantes. Para preservar el nivel de desafío del juego y al mismo tiempo otorgar a los jugadores un recurso para realizar saltos precisos, se agregó un indicador abierto en forma de un anillo amarillo alrededor de la sombra de Crash.: 15:48  Inicialmente, el equipo de desarrollo planeó incorporar el formato central «warp room» para acceder a niveles que se vio anteriormente en Crash Bandicoot 2: Cortex Strikes Back y Crash Bandicoot: Warped. Sin embargo, descubrieron que su objetivo en cuanto a la dificultad del juego combinaba mejor con el sistema de mapa lineal visto en el primer juego. Este sistema también permitió al equipo elaborar mejor la narrativa del juego cronológicamente, ya que buscaban poner más énfasis en la narración y las relaciones de los personajes que las entregas anteriores. Beenox, el desarrollador de Crash Team Racing Nitro-Fueled, colaboró con Toys for Bob para crear los efectos visuales y remezclas musicales para los niveles de N. Verted, mientras que Activision Shanghai ayudó en la creación de los modos multijugador del juego.

### Audio
La música de Crash Bandicoot 4: It's About Time fue compuesta por Walter Mair, quien era fanático de la franquicia y se mostró entusiasmado cuando Toys for Bob lo invitó a una audición. A Mair se le concedió acceso al título desde una etapa temprana de desarrollo, lo que le permitió observar la creación de las animaciones, personajes y escenarios del juego. Mientras Toys for Bob buscaba crear una experiencia musical dinámica y esculpida, Mair mantuvo una comunicación frecuente con el equipo de audio, buscando crear una partitura fresca e inventiva que se mantuviera fiel al tono establecido de la serie. Para ello incorporó el característico uso intensivo de marimbas y composiciones lúdicas, así como algunos temas familiares como los de Cortex y N. Gin. La instrumentación de Mair para la multitud de personajes y escenarios del juego fue variada; por ejemplo, el leitmotiv de Dingodile se define por un contrabajo y una tuba «torpemente tocada», mientras que los niveles prehistóricos presentan instrumentos primitivos como flautas de hueso y tambores de piel. La banda sonora oficial del juego se publicó en YouTube el 18 de noviembre de 2020.
La actuación de voz del juego se grabó en el estudio Rocket Sound con sede en Los Ángeles bajo la dirección de Amanda Wyatt. Mientras Lex Lang retomaba su papel del Doctor Neo Cortex, varios papeles establecidos fueron heredados por nuevos actores, incluido Scott Whyte como Crash, Eden Riegel como Coco, JP Karliak como Doctor Nefarious Tropy, y Roger Craig Smith como el Doctor Nitrus Brio. Fred Tatasciore y Zeno Robinson interpretan juntos a la Máscara cuántica Ika-Ika, de dos cabezas. El elenco también cuenta con Richard Steven Horvitz y Greg Eagles. El juego está dedicado al actor de voz original de Aku Aku, Mel Winkler, quien murió el 11 de junio de 2020.

## Comercialización y lanzamiento
El 11 de junio de 2020, el distribuidor europeo Blackfire filtró los rediseños de Crash y Tawna a través de listados de productos. El juego fue objeto de burlas el 18 de junio, cuando Activision envió a varios periodistas un rompecabezas que representaba a Kupuna-Wa, quien apareció por primera vez en el video promocional de PlayStation 4 «It's Time to Play» en noviembre de 2019. Los rompecabezas venían con un mensaje firmado por «Your Favorite Bandicoot» y diciendo «Algo para ayudar a pasar el TIEMPO». Al día siguiente, un Comité de Calificación de Juegos Digitales de Taiwán presentó una calificación para el juego, revelando el título, el arte de la caja, una breve sinopsis de la trama y el desarrollador del juego.
El 22 de junio, se reveló un avance que muestra la mecánica del juego y presenta la canción de Fatboy Slim «The Rockafeller Skank», así como una fecha de lanzamiento del 2 de octubre para PlayStation 4 y Xbox One. Aunque un aviso en Microsoft Store indicaba que el juego incluiría «compras dentro de la aplicación», Toys for Bob confirmó más tarde que no habría microtransacciones, atribuyendo el aviso a las máscaras cosméticas «Totally Tubular» gratuitas que se ofrecieron como bonificación para quienes reservaron copias digitales a través de Microsoft Store o PlayStation Store. Los niveles de N. Verted y la jugabilidad de Dingodile se revelaron en la transmisión en vivo State of Play de Sony el 6 de agosto, y los niveles de Flashback se revelaron en la Gamescom 2020 el 28 de agosto. El 8 de septiembre, se reveló la jugabilidad de Tawna y Activision anunció el lanzamiento el 16 de septiembre de una demostración que consta de los niveles «Snow Way Out» y «Dino Dash» como un bono para aquellos que habían reservado una copia digital del juego a través de PlayStation Store. El 22 de septiembre, más de una semana antes del lanzamiento del juego para PlayStation 4 y Xbox One el 2 de octubre de 2020, se lanzó un avance de lanzamiento con la canción «Go» de Chemical Brothers. Aquellos que reservaron una copia física del juego a través de GameStop recibieron un cronómetro de arena de minutos. El libro de arte oficial del juego, titulado The Art of Crash Bandicoot 4: It's About Time, se publicó el 28 de octubre.
El 10 de agosto de 2020, se descubrió que un fragmento de código fuente de marcador de posición para el sitio web oficial del juego hacía referencia a Nintendo Switch en una sección denominada «PlatformLabel», lo que generó especulaciones de que el juego potencialmente se lanzaría en la plataforma. El 9 de febrero de 2021, Activision y Toys for Bob anunciaron un lanzamiento el 12 de marzo para PlayStation 5, Xbox Series X y Series S, y Nintendo Switch, así como un lanzamiento pendiente para Microsoft Windows a través de Battle.net. Las versiones de PlayStation 5 y Xbox Series X se ejecutan de forma nativa a 4K 60 FPS (con la versión Xbox Series S mejorada a 4K) y cuentan con tiempos de carga más rápidos y audio 3D. La versión Switch se muestra a 1080p cuando está acoplada y a 720p en modo portátil, y ambos modos funcionan a 30 FPS. Aquellos que hayan comprado el juego en PlayStation 4 o Xbox One pueden actualizar a la respectiva versión de próxima generación sin costo adicional (excepto en Japón) y transferir datos guardados. La versión de PlayStation 5 utiliza los disparadores adaptativos del DualSense cuando se utilizan las armas de Cortex y Tawna. El día del lanzamiento del juego para consolas de próxima generación, se agregó un nuevo aspecto «Bare Bones» para Crash y Coco, que se puede obtener al completar el segundo nivel. El mismo día, se reveló un nuevo avance que fijaba el lanzamiento de Microsoft Windows para el 26 de marzo. Debido a su exclusividad de Battle.net, la versión de Windows presenta DRM siempre en línea. El día después de su lanzamiento, Empress descifró la gestión de derechos digitales de la versión de Windows, lo que permitió a los jugadores evitar el check-in en línea. El 7 de octubre de 2022, Activision y Toys for Bob anunciaron que la versión para PC de Crash Bandicoot 4: It's About Time se lanzaría a través de Steam el 18 de octubre. El anuncio se realizó a través de un paquete entregado a personas influyentes por Activision que consiste en una caja de pizza con un recibo adjunto que anuncia el lanzamiento del juego en el servicio.

## Recepción
Crash Bandicoot 4: It's About Time recibió críticas «generalmente favorables» en todas las plataformas, según el agregador de reseñas Metacritic.
Michael Leri de GameRevolution le dio al juego una puntuación perfecta y lo proclamó como la mejor entrada de la serie. Se elogió la preservación y el refinamiento de la fórmula clásica de Crash, y los controles se consideraron receptivos. Aunque Leri consideró que la física y la colisión eran una mejora con respecto a las de la N. Sane Trilogy, otros los encontraron imprecisos, particularmente en los bordes de las plataformas. El diseño de niveles recibió una respuesta mixta; algunos lo consideraron diverso y de buen ritmo, mientras que otros lo consideraron monótono y «sádico». Las secciones de rectificado de rieles fueron criticadas por las perspectivas de las cámaras (que se decía que ocultaban los obstáculos entrantes) y los controles lentos. Austen Goslin de Polygon admiraba las batallas contra jefes por su creatividad, aunque Chris Carter de Destructoid consideró que algunos de ellos fueron decepcionantes. A Jonathon Dornbush de IGN no le gustó la adición de cajas que escupían fuego, afirmando que agregaban poca complejidad a la plataforma y simplemente agregaban tiempo de espera para que se enfriaran.
Las Máscaras Cuánticas fueron generalmente bienvenidas por agregar variedad a las mecánicas establecidas de la serie. Sin embargo, la física de la mecánica de Akano fue criticada por ser incómoda e inadecuada para plataformas precisas, y Kevin Dunsmore de Hardcore Gamer también culpó a la mecánica de Ika-Ika por un retraso incorporado entre su activación y efecto. La mayor lista de personajes jugables también fue bienvenida por sus estilos de juego únicos y divertidos. aunque se decía que apuntar con los personajes era difícil debido a la falta de una retícula de puntería. Algunos quedaron perplejos por la estructura de regresar a la perspectiva de Crash y Coco a la mitad del nivel de un nuevo personaje para repetir un nivel pasado, con Alex Avard de GamesRadar+ sintiendo que las etapas «terminaron antes de haber comenzado correctamente», y Oscar Taylor-Kent de PC Gamer considera que el proceso de recauchutar niveles antiguos para jugar como los nuevos personajes es «agotador». Mike Epstein de GameSpot añadió que cambiar entre los nuevos personajes y Crash o Coco podría afectar la memoria muscular del jugador. Los críticos comentaron que la cantidad de coleccionables y modos adicionales otorgaban un valor de repetición considerable. Dom Peppiatt de VG247 sintió que la cantidad de nuevos personajes y mecánicas hizo que algunos de ellos, como los niveles de Dingodile, se sintieran a medias.
El nivel de dificultad se consideró desafiante y a menudo frustrante, con Goslin y Steven Green de Nintendo World Report afirmando que el enfoque del juego para desafiar estaba desactualizado. El nivel final del juego, que implica el uso de una serie de máscaras cuánticas en rápida sucesión, recibió especial atención, y algunos jugadores acumularon un recuento de muertes de cientos. A pesar de esto, Goslin consideró que el nivel era el más divertido del juego. Se agradeció la inclusión del entorno de estilo de juego moderno, que otorga una cantidad indefinida de vidas, para mitigar ligeramente la dificultad.
Las imágenes fueron elogiadas por sus colores brillantes y vibrantes, ambientes variados y detallados, diseños de personajes expresivos y animaciones, y escenas estilo dibujos animados del sábado por la mañana. A Josh Wise de VideoGamer.com, sin embargo, no le gustó la dirección de arte «sintética» del juego en comparación con el aspecto más tosco y escaso de los juegos originales. El rediseño de Tawna para el juego fue criticado por los fanáticos por su percepción de influencia en la cultura guerrera de la justicia social. Paul Tamburro de GameRevolution ridiculizó a los detractores al caracterizar sus quejas como superficiales y consideró la controversia como «deprimente». Si bien Dornbush prefirió el formato de sala central para seleccionar niveles del segundo y tercer juego, quedó encantado con la presentación de los mapas lineales del mundo, comparándolos con libros de cuentos emergentes. Epstein elogió el aumento de la velocidad de fotogramas y los tiempos de carga más rápidos de la versión de PlayStation 5, y observó que las animaciones más suaves y claramente articuladas dieron como resultado un juego más rápido y mejores tiempos de reacción. Green y Chris Scullion de Nintendo Life, si bien reconocieron la resolución y la velocidad de fotogramas reducidas en la versión Switch, consideraron que las imágenes eran impresionantes de todos modos.
La banda sonora fue recibida positivamente por su naturaleza alegre y pegadiza y su emulación del trabajo de Josh Mancell en la trilogía original. Leri y Dornbush también disfrutaron de los efectos especiales que tenían las habilidades de las Máscaras Cuánticas en la música de fondo. Michael Damiani de Easy Allies, sin embargo, consideró que la banda sonora era mediocre y no tenía piezas destacadas. Los críticos disfrutaron del guion alegre, humorístico y consciente de sí mismo, y también elogió la actuación de voz, con Goslin destacando las actuaciones de Horvitz y Eagles. Dunsmore, aunque se entretuvo con la trama, los personajes, la escritura y la actuación de voz, sintió que el uso limitado de escenas dejaba una cantidad de tiempo inadecuada para disfrutar de las actuaciones y deseaba una historia más larga.

### Ventas
En Estados Unidos, el juego terminó como el undécimo juego más vendido de septiembre; a pesar de haber sido lanzado en octubre, el NPD Group considera que del 2 al 4 de octubre es parte de la última semana de septiembre. Ascendió al décimo lugar en las listas NPD de octubre de 2020. El juego vendió 402.000 unidades digitalmente en su primer mes, cifra inferior a las de los títulos remasterizados recientes; en comparación, Crash Bandicoot N. Sane Trilogy vendió 520.000 unidades digitales el último día de junio de 2017, y Crash Team Racing Nitro-Fueled vendió 552.000 a lo largo de junio de 2019. SuperData Research especuló que había una menor demanda del nuevo título y observó que su período de lanzamiento particular estuvo más concurrido que el de sus predecesores. Sin embargo, señalaron que las ganancias del primer mes del juego fueron las más altas para un título contemporáneo de Crash Bandicoot debido a su precio más alto. El 30 de marzo de 2021, el analista de NPD Group, Mat Piscatella, observó que las ventas de consolas de Crash Bandicoot 4: It's About Time se estaban sustentando en el éxito del juego de carreras para dispositivos móviles Crash Bandicoot: On the Run!, así como al lanzamiento del juego en Switch y a la continua promoción digital.
El juego ocupó el puesto número 1 en las listas de ventas físicas del Reino Unido, vendiendo 1000 copias más que Star Wars: Squadrons, pero las ventas físicas fueron un 80% menos que Crash Bandicoot N. Sane Trilogy. El juego ocupó el puesto número 2 en las listas digitales del Reino Unido. En Japón, la versión de PlayStation 4 vendió 10.437 copias físicas en su primera semana de lanzamiento, lo que lo convierte en el quinto juego minorista más vendido de la semana en el país. La versión Switch se lanzó en Japón el año siguiente y vendió 2288 copias durante su primera semana, y fue el vigésimo juego minorista más vendido en el país durante esa semana. El juego encabezó las listas de ventas durante la semana del 28 de septiembre al 4 de octubre de 2020 en Australia, Nueva Zelanda, Italia y Francia, con solo tres días de ventas. En Suiza, fue el segundo juego más vendido durante su primera semana de lanzamiento. En abril de 2024, el juego superó los cinco millones de copias en ventas.

### Premios y nominaciones
El juego fue nominado a Mejor Juego Familiar en The Game Awards 2020, pero perdió ante Animal Crossing: New Horizons. También fue nominado a Mejor Precisión de Control, Mejor Juego Familiar (Franquicia) y Mejores Efectos de Sonido en la vigésima edición de los Premios NAVGTR, pero perdió ante Spider-Man: Miles Morales, Animal Crossing: New Horizons y The Last of Us Part II, respectivamente. GameSpot nombró el juego como uno de los mejores de 2020 por puntuación, y GameRevolution lo votó como el décimo mejor juego de 2020.
| Año  | Ceremonia de premiación | Categoría                             | Resultado | Ref.            |
| ---- | ----------------------- | ------------------------------------- | --------- | --------------- |
| 2020 | The Game Awards 2020    | Mejor juego familiar                  | Nominado  | [ 106 ] [ 107 ] |
| 2021 | Premios NAVGTR          | Excelente precisión de control        | Nominado  | [ 108 ]         |
| 2021 | Premios NAVGTR          | Excelente juego familiar (franquicia) | Nominado  | [ 108 ]         |
| 2021 | Premios NAVGTR          | Efectos de sonido excepcionales       | Nominado  | [ 108 ]         |